# Julien-Charles Dubois
Pour les articles homonymes, voir Dubois.
Jules-Charles Dubois, ou Julien-Charles Dubois, né le 24 octobre 1806 à Rennes et mort à Paris en 1891, est un sculpteur français.

## Biographie
Il eut en charge la réalisation du buste de Jean de La Fontaine pour l'École normale supérieure.

## Collections publiques
- Nancy, cathédrale : Saint-Mansuy, 1864
- Paris, cathédrale Notre-Dame : Monseigneur Marie Dominique Auguste Sibour, achevé par Joseph Stanislas Lescorné
- Paris, chapelle de l'hôpital Lariboisière : L'Espérance ; La Charité ; La Foi, 1855

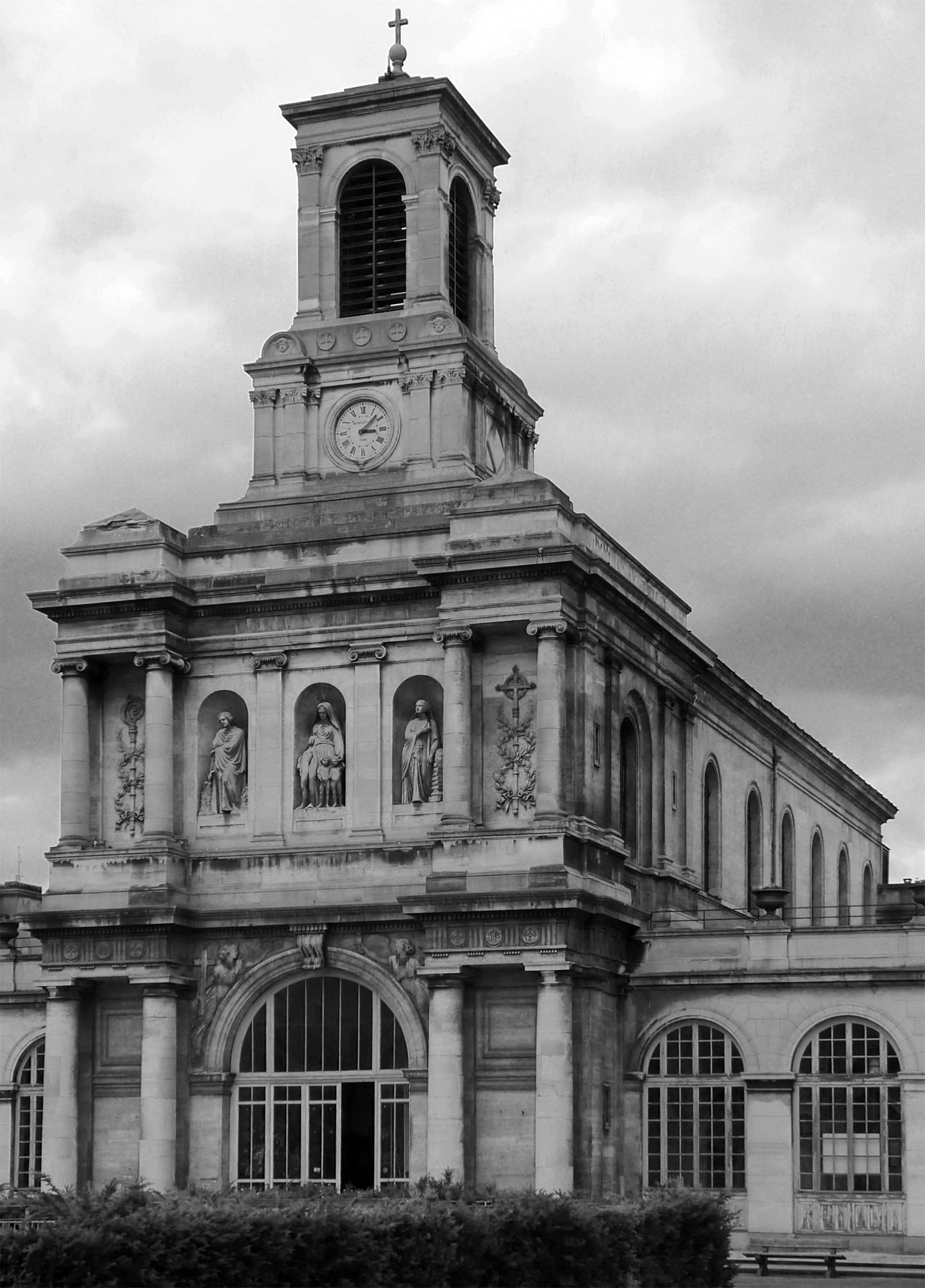
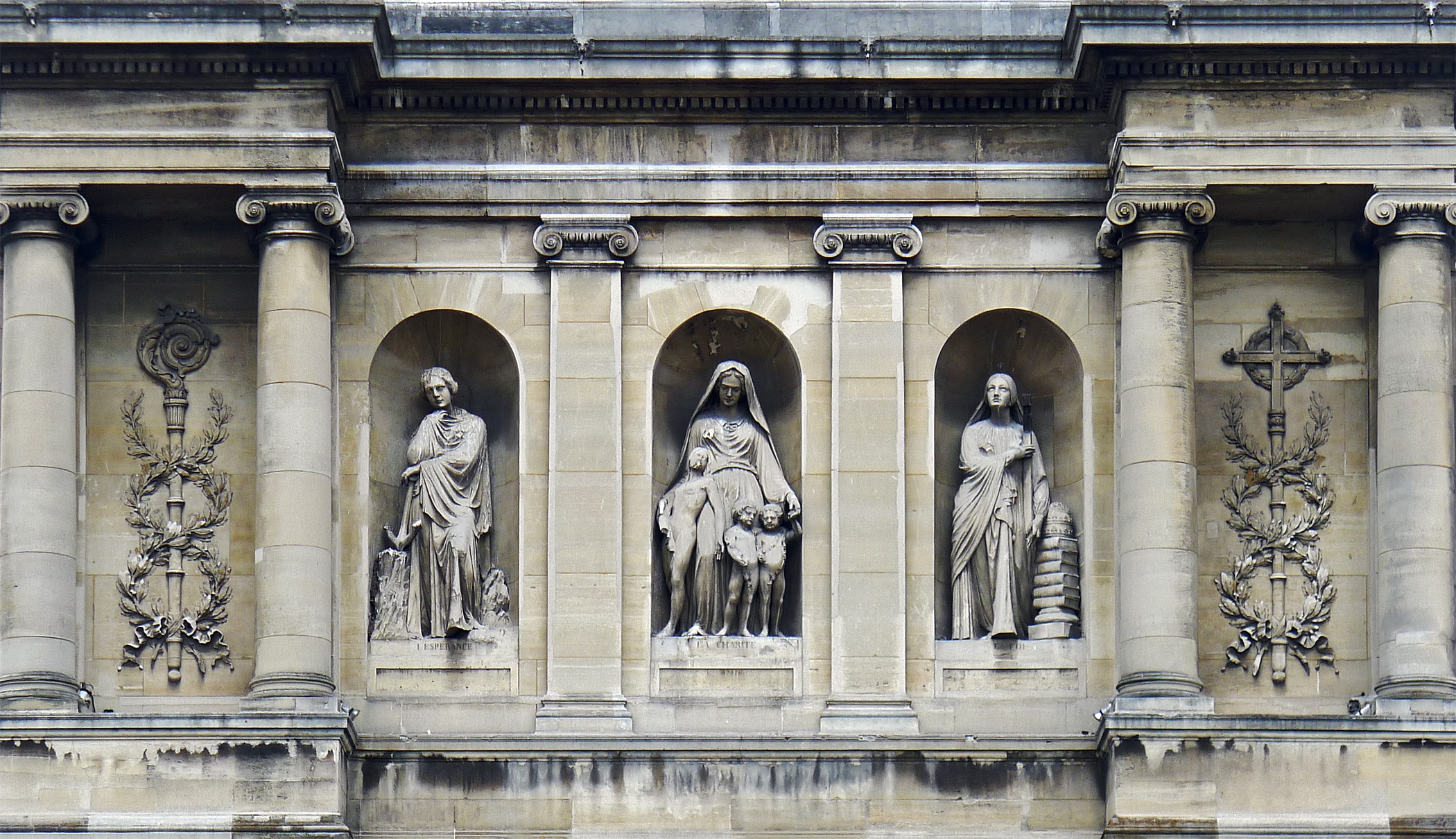
Détail de la façade

- Paris, église Saint-Médard : Saint-Philmomène, 1837, statue
- Paris, église Saint-Merri : Christ en Croix entouré d'anges adorateurs, 1857
- Paris, Institut de France : Le Comte de Clarac, 1870, buste
- Paris, musée du Louvre : Henri Louis Duhamel du Monceau, buste, surmoulage en plâtre[1]
- Paris, palais du Louvre, aile Mollien : L'Abondance, 1857, sculpture en pierre
- Redon, église Saint-Sauveur: Christ en Croix, 1844, bois
- Rennes, musée des beaux-arts :
  - Joueur d'onchets, 1842, marbre[2]
  - La Charité, 1852-1853, groupe en plâtre, œuvre détruite[3]

## Salons
- 1837 : Saint-Philomène
- 1838 : M. Gatayes, buste
- 1842 : Joueur d'onchets, médaille de 3e classe
- 1844 : Christ en Croix, bois
- 1852 : Le Docteur Négrin , buste ; Mr Ponchard, buste
- 1866 : Archimède
- 1867 : Le Docteur  Brémond, buste
- 1869 : Monseigneur Marie Dominique Auguste Sibour